# La Center (Kentucky)
La Center es una ciudad ubicada en el condado de Ballard en el estado estadounidense de Kentucky. En el Censo de 2010 tenía una población de 1009 habitantes y una densidad poblacional de 642,87 personas por km².

## Geografía
La Center se encuentra ubicada en las coordenadas 37°4′30″N 88°58′30″O / 37.07500, -88.97500. Según la Oficina del Censo de los Estados Unidos, La Center tiene una superficie total de 1.57 km², de la cual 1.57 km² corresponden a tierra firme y (0%) 0 km² es agua.

## Demografía
Según el censo de 2010, había 1009 personas residiendo en La Center. La densidad de población era de 642,87 hab./km². De los 1009 habitantes, La Center estaba compuesto por el 86.52% blancos, el 10.31% eran afroamericanos, el 0.1% eran amerindios, el 0.5% eran asiáticos, el 0% eran isleños del Pacífico, el 0% eran de otras razas y el 2.58% pertenecían a dos o más razas. Del total de la población el 0.89% eran hispanos o latinos de cualquier raza.